# Еуніка (Боспор)
Еунікія або Еуніка (дав.-гр. Eὐνείκη; І ст. н. е.) — королева Боспорської держави в шлюбі з королем Котисом I. Була регентом під час неповноліття її сина Райскопоріда I у 68–69 роках.

## Життєпис
Еуніка була аристократкою місцевого Боспорського походження. У невідому дату під час правління короля Боспору Котиса I він одружився з Еунікою. Котис I був правителем, що походив від монарших династій Понту, Дакії, Тракії, Колхіди та Римських імператорів. Він був другим сином, народженим від правителів Боспорських і римських клієнтів Аспурга та Гепапирісії, а його старшим братом був колишній Боспорський король Мітрідат.
У Еуніки та Котиса I був син і наступник Райскопорід I. Зберігся напис, у якому сказано: «Нащадок базилевсів, великий король Тіберій Юлій Райскопоріс, син короля Котиса та королеви Єуніки…».

Ім'я Єунікії зустрічається також у збережених бронзових монетах Боспорського царства. Ці монети можна датувати періодом правління Котиса I та Райскопоріда I.
У 63 році римський імператор Нерон позбавив престолу Котиса I, і подальша його доля невідома. Боспорське царство перебувало у складі римської провінції Нижня Мезія з 63 по 68 рік. Нерон хотів мінімізувати роль, владу та вплив місцевих правителів-клієнтів і бажав, щоб Боспорією повністю управляла Римська держава.
У червні 68 року Нерон помер, і новий імператор Гальба відновив Боспорську державу як напівнезалежне Римське королівство-клієнт. На той час Котис I помер, Райскопорід був ще малий, і хоча номінально повернувся трон королівства, регентом при ньому була Еуніка.
Вона допомагала синові у відновленні влади у Боспорському королівстві, виконувала обов'язки регента принаймні в перший рік правління сина.